# Trochoideus globulicornis
Trochoideus globulicornis es una especie de coleóptero de la familia Endomychidae.

## Distribución geográfica
Habita en Venezuela.